# Andrijevica
Andrijevica är en tätort och kommun i östra Montenegro. Staden ligger i den norra regionen av landet och genom staden rinner floden Lim. Folkmängden i centralorten uppgick till 1 048 (20,67%) vid folkräkningen 2011 och folkmängden i trakterna runt omkring staden uppgick till 4 023 invånare (79,33%). Hela kommunen hade 5 071 invånare år 2011, på en yta av 283 kvadratkilometer.